# سیارک ۱۱۵۹۵۰
سیارک ۱۱۵۹۵۰ (به انگلیسی: 115950 Kocherpeter، نامگذاری:2003WT33) صد و پانزده هزار و نهصد و پنجاهمین سیارک کشف شده‌است که در ۱۸ نوامبر ۲۰۰۳ کشف شد.